# Jenkina
Jenkina is een geslacht van sponsdieren uit de klasse van de Calcarea (kalksponzen).

## Soorten
- Jenkina articulata Brøndsted, 1931
- Jenkina glabra Brøndsted, 1931
- Jenkina hiberna (Jenkin, 1908)